# Museo dei bambini

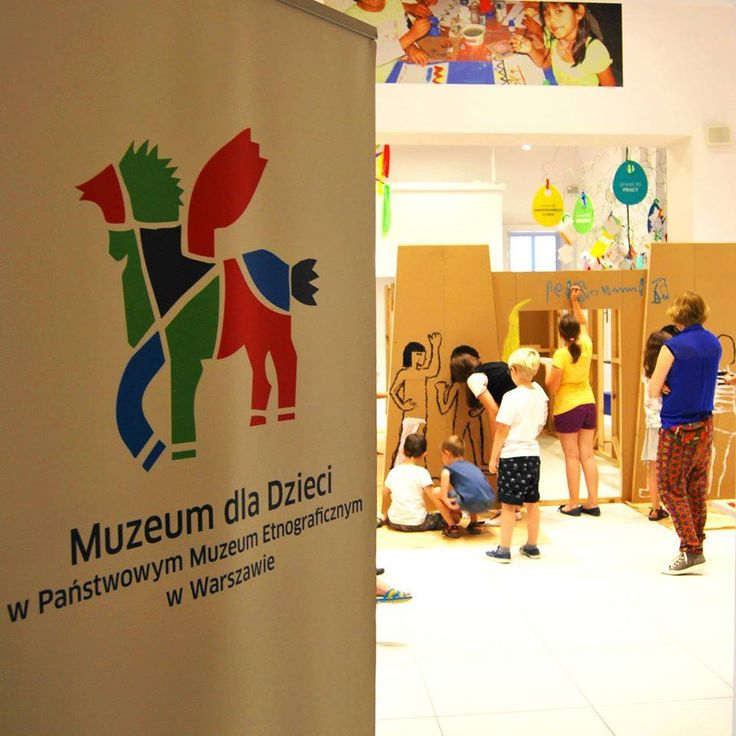
Un museo dei bambini a Varsavia in Polonia

Con il termine museo dei bambini si intende un'istituzione impegnata nell'interesse dei bambini mediante l'attuazione di programmi volti a stimolare la curiosità e a motivare l'apprendimento. Sono organizzazioni culturali che si riconoscono nella definizione di museo così come definito da ICOM – International Council of Museums. 
I musei dei bambini variano enormemente nella misura, nello stile e nei contenuti. Creatività e diversità rendono i musei dei bambini una categoria in continua evoluzione e con grandi potenzialità da esprimere.
Sono più di 400 i Musei dei Bambini in tutto il mondo, storicamente conosciuti nel mondo anglofono come Children's Museums. Si tratta di una realtà nata alla fine dell'Ottocento negli Stati Uniti (Brooklyn, 1899).

## Metodo pedagogico
Il metodo pedagogico hands on,  ispiratore e comune a tutti i musei dei bambini, è l'educazione non formale intesa come la capacità del bambino di apprendere tramite l'esperienza diretta. L'obiettivo che si pongono primariamente è il supporto allo sviluppo cognitivo e alla valorizzazione del talento creativo del bambino.  La comunanza nel metodo e la volontà di imporre l'attenzione della comunità internazionale l'importanza crescente dei Musei dei Bambini ha dato vita nel 1998 all'associazione internazionale Hands On! Europe che raccoglie le migliori esperienze in questo settore.

## I musei dei bambini in Italia
I musei dei bambini in Italia si sono sviluppati solo negli ultimi dieci anni come spazi dedicati ai bambini riconducibili all'esperienza dei children's museums che riflettono l'esperienza internazionale per l'identità del metodo pedagogico e la differenziazione nell'impostazione e nei contenuti.
Città della Scienza di Napoli propone “moduli” diversi su temi scientifici, dall'avventura dell'evoluzione al planetario, dove i bambini possono osservare, sperimentare e verificare fenomeni scientifici.
Explora, il museo dei bambini di Roma, presenta una piccola città a misura di bambino, dove si possono compiere le esperienze che nella vita normale sono proprie degli adulti, dal rifornimento di benzina alla produzione di un quotidiano.
Il Museo per Bambini di Siena si propone invece di avvicinare i bambini alle arti visive attraverso il contatto diretto con personalità del mondo dell'arte, la sperimentazione delle tecniche, la rielaborazione.
La Città dei Bambini di Genova è indirizzata soprattutto al grande flusso di pubblico richiamato dall'Acquario di Genova e come esso si inserisce nel complesso del Porto Antico, sorto nel 1992 dalla ristrutturazione di una parte del porto commerciale; realizzata su concessione della Cité des sciences et de l'industrie di Parigi, offre gioco, scienza, tecnologia a bambini e ragazzi di età compresa tra i 3 e i 14 anni.
MUBA - Museo dei Bambini Milano è un museo privato gestito da una fondazione senza scopo di lucro e ha sede, dal 2014, nel complesso tardobarocco della Rotonda di via Besana a Milano. Si posiziona all’interno del panorama culturale milanese come centro per lo sviluppo e la diffusione di progetti culturali dedicati all'infanzia. MUBA propone ad un pubblico di scuole e famiglie mostre-gioco interattive, uniche per ampiezza e numero di visitatori, e offre l’opportunità di partecipare alle attività del centro permanente REMIDA Milano, un progetto culturale di sostenibilità, creatività e ricerca sui materiali di scarto aziendale, nato a Reggio Emilia e oggi diffuso in 15 centri nel mondo. Inoltre MUBA sviluppa attività gratuite prodotte con partner aziendali volte a favorire nei bambini l’apprendimento di nuovi contenuti attraverso il gioco.
Un luogo dove "giocare è una cosa seria" è il "Piccolo Museo dei Bambini" ideato e progettato nel 2013 dall'Associazione di Promozione Sociale "Dritto e Rovescio APS" (Sandra Gualtieri) per il Comune di Borgo San Lorenzo. Il Museo è organizzato in 7 stanze a disposizione dei bambini e loro famiglie dove poter esplorare e riuscire a diventare artisti e inventori. Inserito nella magnifica Villa Pecori Giraldi - Museo Chini è uno spazio pensato e realizzato per stimolare l’autonomia, la creatività e l’apprendimento dei bambini grazie al gioco e all’esperienza diretta. I bambini troveranno un museo da vivere, uno spazio costruito appositamente per loro, un luogo sereno, aperto alla sperimentazione con tanti strumenti a disposizione, facilmente interpretabili e fruibili anche dai più piccoli visitatori.
Museo dei Bambini di Treviso dove in un ambiente confortevole e rilassante, i bambini dagli 0 agli 8 anni possono sperimentare giochi sensoriali e creativi ma anche scoprire curiosità sul mondo animale, della fisica e sulla salvaguardia dell'ambiente. Il Museo, oltre ad essere un posto dove imparare divertendosi, ha anche moltissime attività a cui iscriversi sia diurne che serali, e una caffetteria dove poter fare merenda rigorosamente in calzini, in modo tale che sia a misura di tutti i componenti della famiglia, anche dei bambini gattonatori.